# San Francisco International Film Festival
San Francisco International Film Festival (acronimo: SFIFF) è il più antico festival cinematografico statunitense ancora in attività.
Organizzato dalla San Francisco Film Society, un'associazione culturale senza fini di lucro, il festival si svolge ogni primavera per la durata di due settimane, presentando in media 150 film provenienti da oltre 50 Paesi. Il Festival mette in evidenza le tendenze attuali del cinema mondiale mettendo in rilievo quelle opere alle quali non è stata ancora garantita la distribuzione negli Stati Uniti.

## Storia
Il festival fu fondato nel 1957 dal critico cinematografico Irving Levin con lo scopo di inserire San Francisco nell'elenco delle città importanti per le arti sceniche, e presentare agli abitanti della città californiana di spettacoli cinematografici esempi di cinema come forma d'arte. Tra i film proiettati nel primo festival si ricordano Il trono di sangue  di Akira Kurosawa e Il lamento sul sentiero (Pather Panchali) di Satyajit Ray. Da allora il Festival ha avuto un ruolo importante nel far conoscere in anteprima al pubblico americano importanti film stranieri.
Un ostacolo nei primissimi anni di vita del Festival è stato il mancato di appoggio da parte dei principali produttori di Hollywood, timorosi da un lato del possibile impatto che avrebbe potuto avere sul pubblico americano la presentazione di film internazionali e timorosi dall'altro che il festival di san Francisco avrebbe potuto distogliere l'attenzione del pubblico dalla consegna dei Premi Oscar, una cerimonia molto utile dal punto di vista economico. La difficoltà venne finalmente superata nel 1959 quando fu proiettato un film americano di rilievo (Adorabile infedele di Henry King interpretato da Gregory Peck e Deborah Kerr).

## Premi

### Founder's Directing Award (miglior regista)
Questo premio, intitolato alla memoria di Irving Levin, fondatore del SFIFF, viene assegnato ogni anno ad uno dei maestri del cinema mondiale. Fra i più recenti destinatari del premio si ricordano:
- Philip Kaufman, 2013[3]
- Kenneth Branagh, 2012[4]
- Oliver Stone, 2011[5]
- Walter Salles, 2010[6]
- Francis Ford Coppola, 2009
- Mike Leigh, 2008
- Spike Lee, 2007
- Werner Herzog, 2006
- Taylor Hackford, 2005
- Miloš Forman, 2004
- Robert Altman, 2003
- Warren Beatty, 2002
- Clint Eastwood, 2001
- Abbas Kiarostami, 2000
- Arturo Ripstein, 1999
- Im Kwon-taek, 1998
- Francesco Rosi, 1997
- Arthur Penn, 1996
- Stanley Donen, 1995
- Manoel de Oliveira, 1994
- Ousmane Sembène, 1993
- Satyajit Ray, 1992
- Marcel Carné, 1991
- Jiří Menzel, 1990
- Joseph L. Mankiewicz, 1989
- Robert Bresson, 1988
- Michael Powell, 1987
- Akira Kurosawa, 1986

### Peter J. Owens Award (miglior attore)
Intitolato a Peter J. Owens (1936-1991), un mecenate e filantropo di San Francisco, questo premio viene assegnato ogni anno a attore la cui interpretazione dia esemplare per brillantezza, indipendenza e integrità. Fra i premiati recenti:
- Robert Redford, 2009
- Maria Bello, 2008
- Robin Williams, 2007
- Ed Harris, 2006
- Joan Allen, 2005
- Chris Cooper, 2004
- Dustin Hoffman, 2003

### Kanbar Award (miglior sceneggiatore)
Il Kanbar Award è un premio assegnato alla migliore sceneggiatura, in quanto il Festival riconosce il ruolo fondamentale svolto dalla sceneggiatura nella creazione dei film di eccellenza. Fra i premiati recenti:
- James Toback, 2009
- Peter Morgan, 2008
- Robert Towne, 2007
- Jean-Claude Carrière, 2006
- Paul Haggis, 2005

### Golden Gate Persistence of Vision Award (Documentari, cortometraggi, film per la TV)
Fra i premiati recenti:
- Yoav Potash, 2011
- Don Hertzfeldt, 2010
- Lourdes Portillo, 2009
- Errol Morris, 2008
- Heddy Honigmann, 2007
- Guy Maddin, 2006
- Adam Curtis, 2005
- Jon Else, 2004
- Pat O'Neill, 2003
- Fernando Birri, 2002
- Kenneth Anger, 2001
- Faith Hubley, 2000
- Johan van der Keuken, 1999
- Robert Frank, 1998
- Jan Švankmajer, 1997